# Bangladeschische Frauen-Cricket-Nationalmannschaft in Südafrika in der Saison 2018
Die Tour der bangladeschischen Cricket-Nationalmannschaft nach Südafrika in der Saison 2018 fand vom 4. bis zum 20. Mai 2018 statt. Die internationale Cricket-Tour war Bestandteil der Internationalen Cricket-Saison 2018 und umfasste fünf WODIs und drei WTwenty20s. Südafrika gewann die WODI-Serie 5–0 und die WTwenty20-Serie 3–0.

## Vorgeschichte
Für beide Mannschaften war es die erste Tour der Saison. Das letzte Aufeinandertreffen der beiden Mannschaften bei einer Tour fand in der Saison 2016/17 in Bangladesch statt.

## Stadien
Die folgenden Stadien wurden für die Tour als Austragungsort vorgesehen.
| Stadion               | Stadt         | Kapazität | Spiele                |
| --------------------- | ------------- | --------- | --------------------- |
| Chevrolet Park        | Bloemfontein  | 20.000    | 1. WODI; 2. & 3. WT20 |
| De Beers Diamond Oval | Kimberley     | 11.000    | 3. & 4. WODI; 1. WT20 |
| Senwes Park           | Potchefstroom | 18.000    | 1. & 2. WODI          |

## Kaderlisten
Südafrika benannte seine Kader am 24. April 2018.
| WODI | WODI | Wtwenty20 | Wtwenty20 |
| Südafrika | Bangladesch | Südafrika | Bangladesch |
| --- | --- | --- | --- |
| - Dane van Niekerk (K) - Trisha Chetty - Shabnim Ismail - Marizanne Kapp - Ayabonga Khaka - Masabata Klaas - Lizelle Lee - Suné Luus - Zintle Mali - Raisibe Ntozakhe - Mignon du Preez - Andrie Steyn - Chloe Tryon - Laura Wolvaardt | - Rumana Ahmed (K) - Fahima Khatun - Fargana Hoque - Jahanara Alam - Jannatul Ferdus - Khadija Tul Kubra - Murshida Khatun - Nahida Akter - Nigar Sultana - Panna Ghosh - Salma Khatun - Sanjida Islam - Shamima Sultana - Sharmin Sultana - Sobhana Mostary - Suraiya Azmin | - Dane van Niekerk (K) - Tazmin Brits - Shabnim Ismail - Marizanne Kapp - Ayabonga Khaka - Masabata Klaas - Stacy Lackay - Lizelle Lee - Suné Luus - Zintle Mali - Raisibe Ntozakhe - Mignon du Preez - Chloe Tryon - Laura Wolvaardt | - Salma Khatun (K) - Fahima Khatun - Fargana Hoque - Jahanara Alam - Jannatul Ferdus - Khadija Tul Kubra - Murshida Khatun - Nahida Akter - Nigar Sultana - Panna Ghosh - Rumana Ahmed - Sanjida Islam - Shamima Sultana - Sharmin Sultana - Sobhana Mostary - Suraiya Azmin |

## Tour Matches
| 2. Mai Scorecard | Potchefstroom | Bangladesch 270-2 (50)          | – | North West 180 (45.4) |
|                  |               | Bangladesch gewinnt mit 90 Runs |   |                       |

## Women’s One-Day Internationals

### Erstes WODI in Potchefstroom
| 4. Mai Scorecard | Potchefstroom | Südafrika 270-9 (50)           | – | Bangladesch 164 (49.3) |
|                  |               | Südafrika gewinnt mit 106 Runs |   |                        |

Südafrika gewann den Münzwurf und entschied sich als Schlagmannschaft zu beginnen. Als Spielerin des Spiels wurde Chloe Tryon ausgezeichnet.

### Zweites WODI in Potchefstroom
| 6. Mai Scorecard | Potchefstroom | Bangladesch 89 (39.5)           | – | Südafrika 90-1 (17.1) |
|                  |               | Südafrika gewinnt mit 9 Wickets |   |                       |

Bangladesch gewann den Münzwurf und entschied sich als Schlagmannschaft zu beginnen. Als Spielerin des Spiels wurde Ayabonga Khaka ausgezeichnet.

### Drittes WODI in Kimberley
| 9. Mai Scorecard | Kimberley | Bangladesch 71 (36.5)           | – | Südafrika 72-1 (14.2) |
|                  |           | Südafrika gewinnt mit 9 Wickets |   |                       |

Südafrika gewann den Münzwurf und entschied sich als Feldmannschaft zu beginnen. Als Spielerin des Spiels wurde Lizelle Lee ausgezeichnet.

### Viertes WODI in Kimberley
| 11. Mai Scorecard | Kimberley | Südafrika 230-7 (50)           | – | Bangladesch 76 (33.2) |
|                   |           | Südafrika gewinnt mit 154 Runs |   |                       |

Südafrika gewann den Münzwurf und entschied sich als Schlagmannschaft zu beginnen. Als Spielerin des Spiels wurde Chloe Tryon ausgezeichnet.

### Fünftes WODI in Bloemfontein
| 14. Mai Scorecard | Bloemfontein | Bangladesch 166-9 (50)          | – | Südafrika 169-4 (35) |
|                   |              | Südafrika gewinnt mit 6 Wickets |   |                      |

Südafrika gewann den Münzwurf und entschied sich als Feldmannschaft zu beginnen. Als Spielerin des Spiels wurde Laura Wolvaardt ausgezeichnet.

## Women’s Twenty20 Internationals

### Erstes WTwenty20 in Kimberley
| 17. Mai Scorecard | Kimberley | Südafrika 127-6 (20)          | – | Bangladesch 110-5 (20) |
|                   |           | Südafrika gewinnt mit 17 Runs |   |                        |

Südafrika gewann den Münzwurf und entschied sich als Schlagmannschaft zu beginnen.

### Zweites WTwenty20 in Bloemfontein
| 19. Mai Scorecard | Bloemfontein | Südafrika 169-4 (20)          | – | Bangladesch 137-5 (20) |
|                   |              | Südafrika gewinnt mit 32 Runs |   |                        |

Bangladesch gewann den Münzwurf und entschied sich als Feldmannschaft zu beginnen. Als Spielerin des Spiels wurde Dane van Niekerk ausgezeichnet.

### Drittes WTwenty20 in Bloemfontein
| 20. Mai Scorecard | Bloemfontein | Südafrika 64-4 (9/9)          | – | Bangladesch 41-6 (9/9) |
|                   |              | Südafrika gewinnt mit 23 Runs |   |                        |

Bangladesch gewann den Münzwurf und entschied sich als Feldmannschaft zu beginnen. Als Spielerin des Spiels wurde Ayabonga Khaka ausgezeichnet.

## Auszeichnungen

### Player of the Series
Als Player of the Series wurden der folgende Spieler ausgezeichnet.
| Serie | Player of the Series |
| ----- | -------------------- |
| WODI  | Lizelle Lee          |
| WT20  | Shabnim Ismail       |

### Player of the Match
Als Player of the Match wurden die folgenden Spielerinnen ausgezeichnet.
| Spiel   | Player of the Match |
| ------- | ------------------- |
| 1. WODI | Chloe Tryon         |
| 2. WODI | Ayabonga Khaka      |
| 3. WODI | Lizelle Lee         |
| 4. WODI | Chloe Tryon         |
| 5. WODI | Laura Wolvaardt     |
| 1. WT20 | –                   |
| 2. WT20 | Dane van Niekerk    |
| 3. WT20 | Ayabonga Khaka      |